# 9007 James Bond
Tiểu hành tinh 9007 James Bond được phát hiện ngày 5 tháng 10 năm 1983 bởi Antonín Mrkos tại Đài thiên văn Kleť, Cộng hòa Séc.
Nó được đặt theo tên của nhân vật trong tiểu thuyết của tiểu thuyết gia người Anh Ian Fleming về thám tử James Bond.